# 金银湖
金银湖是位於中國湖北省武汉市东西湖区的湖泊，由金湖、银湖、上金湖、下银湖、东银湖、东大湖和墨水湖七湖组成，水域面积8.16平方公里，湖岸线长60.7公里。金银湖所在地又建有金银湖湿地公园。